# Rezerwat przyrody Szwajcaria Ropczycka
Szwajcaria Ropczycka – rezerwat przyrody położony na terenie miasta Ropczyce, w powiecie ropczycko-sędziszowskim, w województwie podkarpackim. Jest to wąwóz lessowy, o stromych 10-metrowych zboczach, gęsto porośnięty drzewami.
- numer według rejestru wojewódzkiego: 69
- powierzchnia według aktu powołującego: 2,59 ha[1][2]
- dokument powołujący: Dz. Urz. Woj. Podkarpackiego 00.02.11
- rodzaj rezerwatu: przyrody nieożywionej[1][2]
- przedmiot ochrony (według aktu powołującego): procesy geologiczne zachodzące w podłożu lessowym i powstały na tej drodze osobliwy krajobraz; zbiorowiska roślin i zwierząt posiadające charakter naturalny w środowisku miejskim[1][2]

Na terenie rezerwatu można zobaczyć dąb szypułkowy zrośnięty z brzozą brodawkowatą.